# イーライ"ペーパー・ボーイ"リード
イーライ"ペーパー・ボーイ"リード（Eli "Paperboy" Reed） は、アメリカ合衆国のマサチューセッツ州出身のシンガーソングライターである。自身が率いるバンド『ザ・トゥルー・ラヴズ』のフロントマンを務める。

## 概要
マサチューセッツ州ブルックライン生まれのイーライ・リードは、父親の膨大なレコード・コレクションにあったゴスペル、ソウル、ブルース、R&Bのサウンドに魅了され、独学でピアノ、ギター、ハーモニカを学び、ボストンのハーヴァード・スクエアで演奏するようになる。高校を卒業後、引っ越し先のミシシッピ州クラークスデールで地元の音楽コミュニティーに参加、地元のクラブで頻繁に演奏し、ドラマーのサム・カーの指導を受けることになった。この頃当時愛用していた新聞少年風の帽子から、“ペーパーボーイ”というあだ名を付けられる。
その後シカゴ大学へ進学するため北へ移住。そこでリードはソウル・シンガーのミティ・コリアーと出会った。この若者の才能は彼女をあまりに感激させ、彼に教会の音楽総長になるよう依頼したほどだった。そしてリードはその仕事を、1年後に学校を出てボストンに戻るまで、維持したのだった。
地元に戻ったリードは自らのバンド、ザ・トゥルー・ラヴズを結成、2004年に『Sings “Walkin’ and Talkin’ (For My Baby)” and Other Smash Hits』というアルバム を自主リリース。リードの熱のこもった、情熱的な歌もあり、バンドは徐々に評判を得はじめた。
そして2007年のSXSWのパフォーマンスが好評を呼び、地元ボストンに基盤を置くレーベル、Qディヴィジョンと契約。2枚目のフル・レングス・アルバム『Roll With You』（全曲リードが作曲、もしくは共作）を2008年の春に発表した。
2009年、フジロックフェスティバルで初来日。初日の深夜のクリスタル・パレス、2日目の昼のオレンジ・コートに出演。また同年発売のベースメント・ジャックスのアルバム『Scars』にゲスト・ヴォーカルで参加。
2010年には3rdアルバム『Come And Get It』をリリースした。

## メンバー
- イーライ・“ペーパーボーイ”・リード (G/Vo)
- ライアン・“マン・ホーク”・スプレイカー (G/Cho)
- マイク・“マネー”・モンゴメリー (B/Cho)
- アッティス・ジャレル・クロプトン (Dr)
- フレディ・“パピー”・デボー (Sax)
- ベン・“ロボコップ・サイエンティスト”・ジャフィ (Sax/MC)
- パトリック・“スリーピー・チートス”・ムーディー (Trumpet)

## ディスコグラフィ
- Sings “Walkin’ and Talkin’ (For My Baby)” and Other Smash Hits （2004年）
- Roll With You（2008年）
- Come And Get It (2010年) - このアルバムはジャケットが2パターン存在する。